# 久代恵介
久代 恵介（くしろ けいすけ）は、日本のスポーツ心理学者。京都大学大学院人間・環境学研究科共生人間学専攻認知・行動科学講座教授。

## 人物・経歴
新潟県新潟市出身。新潟県立新潟高等学校を経て、筑波大学体育専門学群健康体力学専攻卒業。上越教育大学大学院学校教育研究科修士課程教科・領域教育専攻修了、修士（教育学）。東京医科大学大学院医学研究科生理学専攻博士課程修了、博士（医学）。マウントサイナイ医科大学客員研究員、ニューヨーク大学博士研究員、東京大学産学官連携研究員、京都大学大学院人間・環境学研究科助手、同助教、京都大学高等教育研究開発推進センター准教授、京都大学大学院人間・環境学研究科准教授を経て、2018年京都大学大学院人間・環境学研究科教授。スポーツ心理学などが専門。